# 9687 Uhlenbeck
A 9687 Uhlenbeck (ideiglenes jelöléssel 4614 P-L) a Naprendszer kisbolygóövében található aszteroida. Cornelis Johannes van Houten, Ingrid van Houten-Groeneveld és Tom Gehrels fedezte fel 1960. szeptember 24-én.